# 電気グルーヴのゴールデンヒッツ〜Due To Contract
『電気グルーヴのゴールデンヒッツ〜Due To Contract』（でんきグルーヴのゴールデンヒッツ〜デュー・トゥ・コントラクト）は、2011年4月6日にリリースされた電気グルーヴの2枚目のベストアルバム。

## 解説
前作『20』から1年8か月振りに発売された。
シングル『N.O.』から最新シングル『Upside Down』までに発売された楽曲の中から、ヒット曲や代表曲が選曲されている。
元メンバーである砂原良徳によって全曲リマスタリングが施されている。
初回仕様限定盤は、紙ジャケット仕様となっている。
DVD『電気グルーヴのゴールデンクリップス〜Stocktaking』と同時発売である。

## 収録曲
（#15のみストリングス編曲：弦一徹）
| #         | タイトル                                                            | 作詞                          | 作曲                          | 時間  |
| --------- | ------------------------------------------------------------------- | ----------------------------- | ----------------------------- | ----- |
| 1.        | 「N.O.」                                                            | 石野卓球                      | 石野卓球                      | 4:16  |
| 2.        | 「富士山」(Fuji-san)                                                | ピエール瀧                    | ピエール瀧                    | 4:12  |
| 3.        | 「虹」(A DAY IN JAPAN Version)                                      | 石野卓球                      | 石野卓球                      | 5:05  |
| 4.        | 「誰だ! (Radio Edit)」(Dareda! Radio Edit)                          | 石野卓球                      | 石野卓球                      | 4:15  |
| 5.        | 「Shangri-La (Y.Sunahara 2009 Remodel)」(Y.Sunahara 2009 Remodel)   | 電気グルーヴ                  | 電気グルーヴ、Bebu Silvetti   | 5:08  |
| 6.        | 「ポケット カウボーイ (Single Edit) 」(Pocket Cowboy Single Edit)   | ピエール瀧                    | 石野卓球                      | 3:39  |
| 7.        | 「FLASHBACK DISCO」                                                 | 電気グルーヴ                  | 石野卓球                      | 4:43  |
| 8.        | 「Nothing's Gonna Change (Short)」                                  | 石野卓球                      | 石野卓球                      | 3:45  |
| 9.        | 「聖☆おじさん」                                                     | 電気グルーヴ × スチャダラパー | 電気グルーヴ × スチャダラパー | 4:34  |
| 10.       | 「少年ヤング (Movie Mix)」(Shounen Young Movie Mix)                 | 石野卓球、ピエール瀧          | 石野卓球                      | 4:29  |
| 11.       | 「モノノケダンス (Video Edit)」(MononokeDance Video Edit)           | 石野卓球、ピエール瀧          | 石野卓球                      | 4:12  |
| 12.       | 「Fake it! (Video Edit)」                                           | 石野卓球                      | 石野卓球                      | 3:40  |
| 13.       | 「The Words (Japanese)」                                            | 石野卓球                      | 石野卓球                      | 4:10  |
| 14.       | 「タランチュラ (Unreleased Version)」(Tarantula Unreleased Version) | 石野卓球                      | 石野卓球                      | 3:51  |
| 15.       | 「Upside Down」                                                     | 石野卓球                      | 石野卓球                      | 4:12  |
| 合計時間: | 合計時間:                                                           | 合計時間:                     | 合計時間:                     | 64:11 |

## 曲解説
1. N.O.
3枚目のシングル。アルバム『VITAMIN』収録曲。
冒頭数秒が省略されているシングルバージョン。
2. 富士山 / Fuji-san
アルバム『VITAMIN』収録曲。 曲が終わった後の間が省略されている。
3. 虹 (A DAY IN JAPAN Version) / Niji (A DAY IN JAPAN Version)
6枚目のシングル。未発表バージョン。
4. 誰だ! / Dareda! (Radio Edit)
7枚目のシングル。
5. Shangri-La (Y.Sunahara 2009 Remodel)
8枚目のシングル。シングル『Upside Down』収録バージョン。
6. ポケット カウボーイ (Single Edit) / Pocket Cowboy (Single Edit)
9枚目のシングル。
7. FLASHBACK DISCO
10枚目のシングル。
8. Nothing's Gonna Change (Short)
11枚目のシングル。
9. 聖☆おじさん
電気グルーヴ×スチャダラパー名義での2枚目のシングル。
冒頭の台詞は省略されている。
10. 少年ヤング (Movie Mix) / Shounen Young (Movie Mix)
12枚目のシングル。シングル『少年ヤング』収録バージョン。
11. モノノケダンス (Video Edit) / MononokeDance (Video Edit)
13枚目のシングル。未発表バージョン。
12. Fake it! (Video Edit)
アルバム『YELLOW』収録曲。未発表バージョン。
13. The Words (Japanese)
作詞・作曲：石野卓球
14枚目のシングル。
14. タランチュラ (Unreleased Version) / Tarantula (Unreleased Version)
作詞・作曲：石野卓球
アルバム『20』収録曲。未発表バージョン。
15. Upside Down (4:12)
15枚目のシングル。